# Викториавилл
Викто́риавилл или Викториявилл (обычно сокращённо Викто) — город в провинции Квебек, расположенный в региональным муниципалитете Уезд Пикту, где он является главным городом в административном районе Центральный Квебек. Город считается «Колыбелью устойчивого развития» в Квебеке, так как это родина решения важных экологических проблем (утилизация отходов, гибридные транспортные средства, коммунальные услуги, посадка деревьев и так далее), социальных проблем (сообщество по вопросам развития корпорации, в мире динамичного сообщества) и экономических проблем (развитие, в частности, международных отношений города). В 2010 году Викториавилл достигает рубежа в 42 000 горожан, увеличив своё население на 999 человек, по сравнению с 2009 годом.